# Enrique Keller

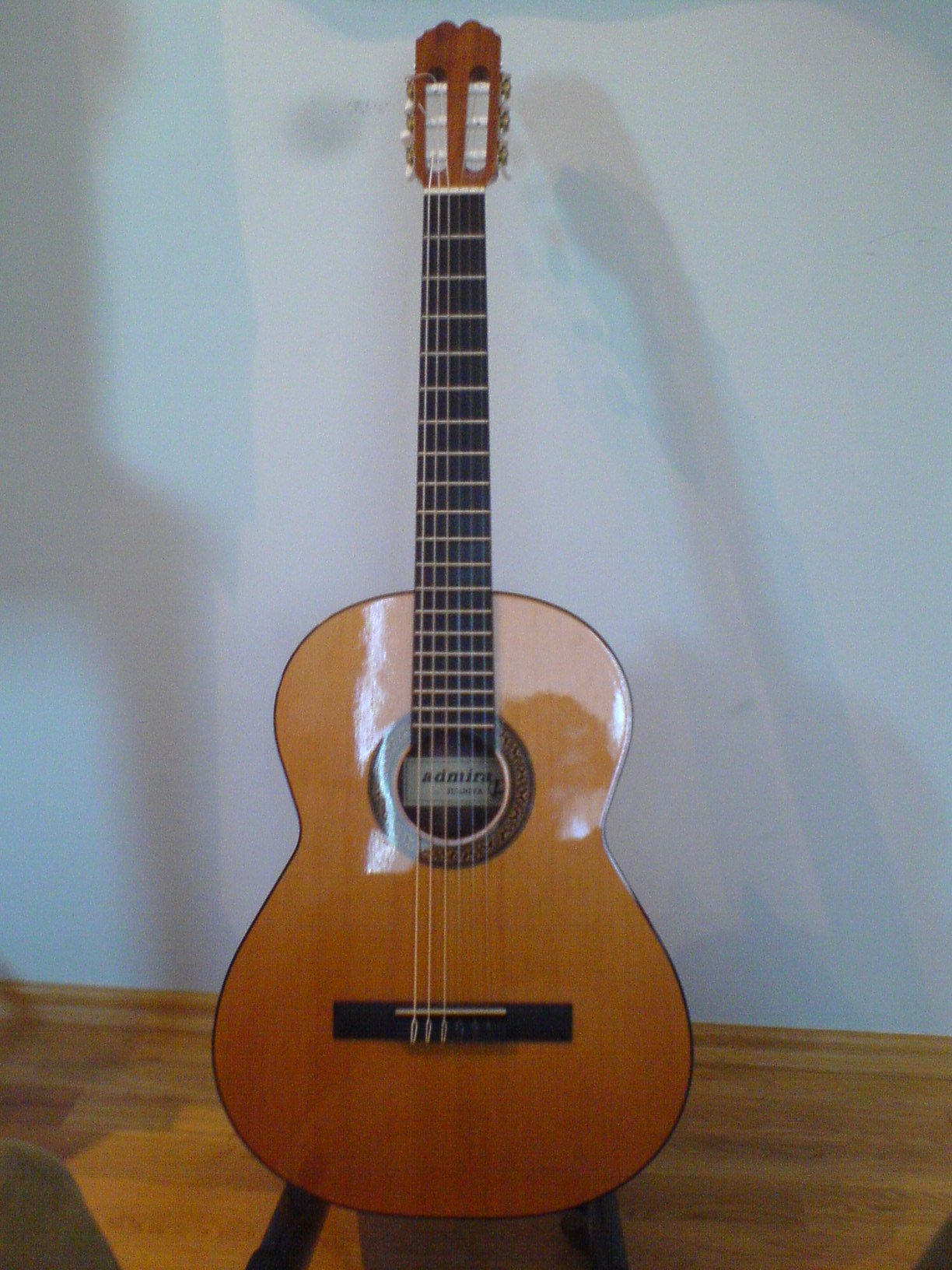
Admira Juanita

Enrique Keller – hiszpańskie przedsiębiorstwo produkujące gitary, pianina, akordeony i inne instrumenty oraz akcesoria muzyczne, założona w 1944 roku przez Niemca, Enrique Keller Fritscha. W 1962 przedsiębiorstwo rozpoczęło produkcję instrumentów dętych. Siedziba Enrique Keller S.A znajduje się w Zarautz (Hiszpania).
Do produkcji gitar wykorzystuje głównie takie rodzaje drewna jak: sapele, sosna Oregon, mongoy, mahoń afrykański
Przykładowe modele gitar klasycznych: Juanita, Alba, Diana, Sevilla, Soledad, Malaga, Rosario.